# Prywatna Szkoła Zawodowa dla Pomocniczego Personelu Sanitarnego w Warszawie

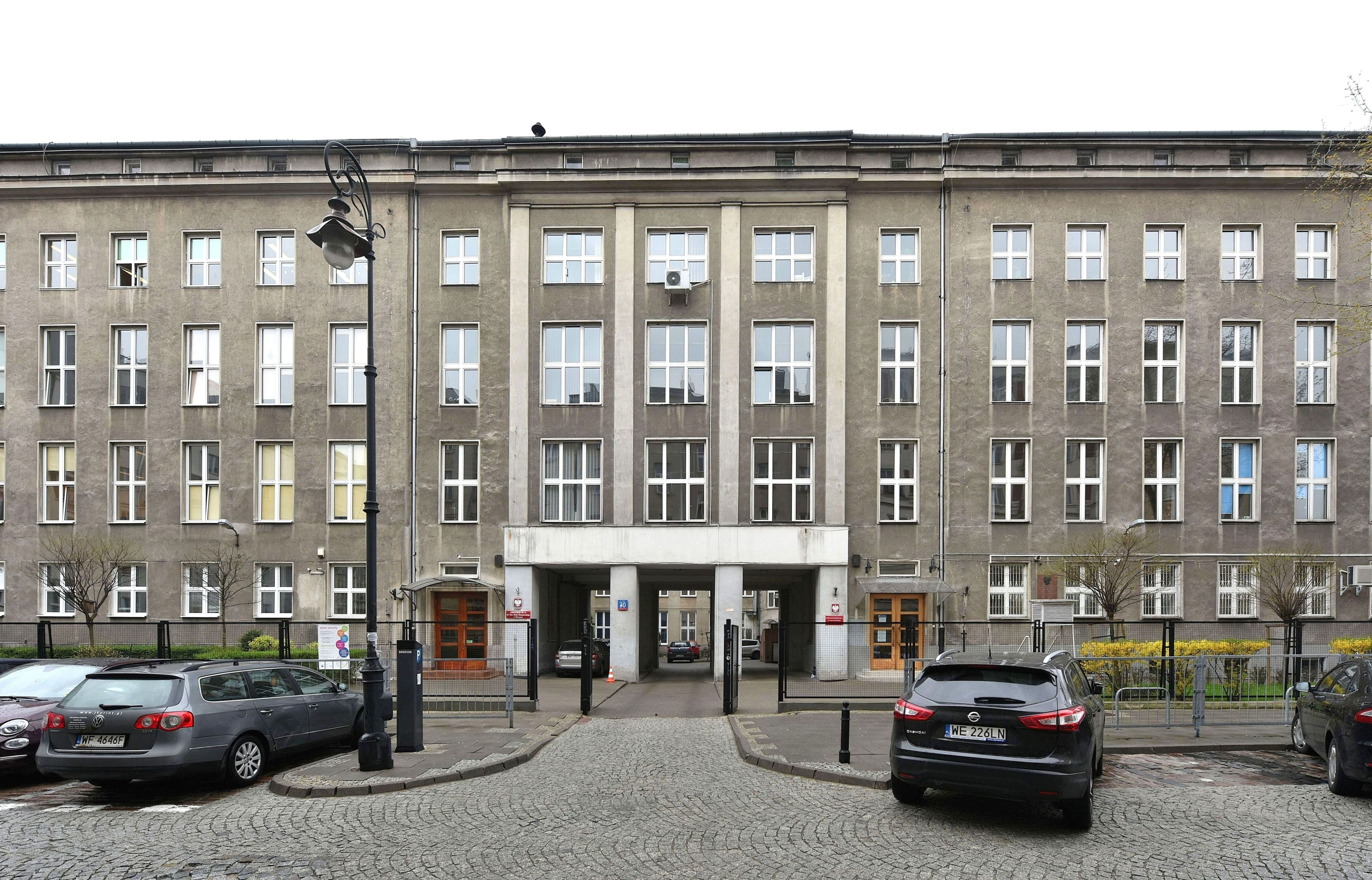
Jedno z głównych miejsc działalności Prywatnej Szkoły Zawodowej dla Pomocniczego Personelu Sanitarnego – gmach Liceum im. Jana Zamoyskiego przy ul. Smolnej 30 w Warszawie

Prywatna Szkoła Zawodowa dla Pomocniczego Personelu Sanitarnego w Warszawie (niem. Private Fachschule für Sanitares Hilfpersonal in Warschau), tzw. Szkoła dr. Jana Zaorskiego – działająca w Warszawie w latach 1941–1944 za zgodą niemieckich władz okupacyjnych placówka edukacyjna będąca formą konspiracyjnej działalności Wydziału Lekarskiego Uniwersytetu Warszawskiego. Ze względu na założyciela Jana Zaorskiego zwana była też Szkołą Zaorskiego. Wykładowcami byli głównie profesorowie Uniwersytetu Warszawskiego. Łącznie uczelnia kształciła ponad 1900 osób.

## Historia
Po klęsce wrześniowej, w październiku 1939 profesorowie zlikwidowanego przez Niemców Wydziału Lekarskiego UW rozpoczęli tajne nauczanie. W roku akademickim 1940/1941 tajna Rada Wydziału podjęła uchwałę o upoważnieniu doc. Jana Zaorskiego do utworzenia za zgodą władz okupacyjnych prywatnej szkoły sanitarnej, w której odbywałyby się zajęcia dla studentów Wydziału. 20 stycznia 1941 Izba Zdrowia Dystryktu Warszawskiego Generalnego Gubernatorstwa wydała zgodę na działalność Prywatnej Szkoła Zawodowej dla Pomocniczego Personelu Sanitarnego w Warszawie (Private Fachschule für Sanitares Hilfpersonal in Warschau). Szkołę uroczyście otwarto 14 marca 1941. Dyrektorem został Franciszek Czubalski. Do wiosny 1944 uczelnia miała ok. 1990 słuchaczy. Działała do wybuchu powstania warszawskiego.

## Ludzie związani ze Szkołą

### Wykładowcy
- Rajmund Barański[2]
- Tadeusz Bartoszek
- Franciszek Czubalski[3]
- Stanisław Gartkiewicz[3]
- Witold Gądzikiewicz[3]
- Marian Grzybowski[2]
- Aleksander Elkner[3]
- Tadeusz Jacewski[3]
- Władysław Kapuściński[3]
- Edward Loth[3]
- Zdzisław Michalski[2]
- Jerzy Modrakowski[3]
- Władysław Ostrowski
- Ludwik Antoni Paszkiewicz[3]
- Roman Polewski[3]
- Aleksander Pruszczyński[2]
- Stanisław Przyłęcki[3]
- Stefan Różycki[3]
- Franciszek Venulet
- Jan Zaorski[1]

### Słuchacze (lista niepełna)
- Irena Ćwiertnia-Sitowska
- Jerzy Dybczak
- Tadeusz Faryna
- Elżbieta Korompay
- Wacław Sitkowski
- Danuta Szymańska
- Maria Rondomańska

## Siedziba
Zajęcia szkoły odbywały się m.in. w gmachu liceum Zamoyskiego przy ul. Smolnej 30, gdzie do 1939 mieściła się Szkoła Masażu doc. Jana Zaorskiego.